# Governo Netanyahu V
Il governo Netanyahu V è stato il 35º governo di Israele, il quinto sotto la guida di Benjamin Netanyahu.
È stato definito come “governo di unità nazionale” ed è nato da un accordo fra Likud e Blu e Bianco, che prevedeva un passaggio di consegne fra Netanyahu e il leader di Blu e Bianco Benny Gantz dopo 18 mesi dalla formazione del governo (indicativamente a metà novembre 2021). L'accordo è però venuto meno in seguito alla mancata approvazione del bilancio entro fine 2020, che ha portato all'indizione di nuove elezioni nel marzo 2021.

## Composizione
| Carica                                                                         | Titolare | Titolare | Titolare           | Partito                |
| ------------------------------------------------------------------------------ | -------- | -------- | ------------------ | ---------------------- |
| Primo ministro                                                                 |          |          | Benjamin Netanyahu | Likud                  |
| Ministro della difesa Viceprimo ministro                                       |          |          | Benny Gantz        | Resilienza per Israele |
| Ministro degli affari esteri                                                   |          |          | Gabi Ashkenazi     | Indipendente           |
| Ministro dell'interno Ministro dello sviluppo del Negev Ministro della Galilea |          |          | Aryeh Deri         | Shas                   |
| Ministro dell'economia e dei servizi religiosi                                 |          |          | Naftali Bennett    | La Casa Ebraica        |
| Ministro dell'educazione                                                       |          |          | Yoav Galant        | Likud                  |

## Storia

### Elezioni del 2020 e formazione del governo
Dalle elezioni del 2020, le terze in meno di un anno, risulta l'ennesima situazione di stallo, che si risolve quando i partiti Likud e Blu e Bianco raggiungono un accordo che prevede un governo di coalizione della durata di 36 mesi, con primo ministro a rotazione (Benjamin Netanyahu per i primi 18 mesi, Benny Gantz in seguito).
Il Governo Netanyahu V è sostenuto dai partiti Likud, Blu e Bianco (solo le fazioni Resilienza per Israele e Derech Eretz), Shas, Ebraismo della Torah Unito, Partito Laburista Israeliano (due parlamentari su tre, Merav Michaeli si pone all'opposizione), Gesher e La Casa Ebraica.
Si pongono all'opposizione le fazioni di Blu e Bianco Yesh Atid e Telem, la Lista Comune, Israel Beitenu, Yamina e Meretz.

### Scioglimento della Knesset
Il 2 dicembre 2020 la Knesset approva, con 61 voti a favore e 54 contrari, la lettura preliminare di un disegno di legge per lo scioglimento del parlamento. Il 22 dicembre un voto per evitare lo scioglimento della Knesset viene bocciato con 49 contrari e 47 favorevoli.
A causa della mancata approvazione del bilancio entro il 23 dicembre 2020, la Knesset viene sciolta e vengono indette le nuove elezioni 90 giorni dopo, il 23 marzo 2021.